# John Pender
Pour les articles homonymes, voir Pender.
John Pender (né le 10 septembre 1816 à Leven et mort le 7 juillet 1896), est un industriel anglais et député qui a fondé et dirigé pas moins de 32 compagnies de télégraphie, dont l'Eastern Telegraph Company, qui a posé le premier câble télégraphique transatlantique fonctionnant durablement, en 1866. Plusieurs d'entre elles sont à l'origine de l'opérateur de télécommunications britannique Cable & Wireless.

## Biographie
Né à Vale of Leven, en Écosse, il fait ses études à Glasgow où il devient un marchand et industriel du textile, propriétaire de la « John Pender and Company », détenant des usines à Manchester. Profitant de la forte croissance économique mondiale des années 1850, il se joint à d'autres entrepreneurs du nord de l'Angleterre au sein du conseil d'administration de la « Compagnie du Télégraphe Magnétique Anglais et Irlandais », mis en place pour exploiter un service de câble télégraphique entre Londres et Dublin. En 1852, ils font installer un câble télégraphique entre Londres et Dublin. 
Installé en 1866 à Londres, John Pender est le principal financier et directeur des sociétés qui déploient en 1866 le premier câble transatlantique fonctionnant durablement, de Valentia Island en Irlande, jusqu'à la côte canadienne : parmi elles l'Anglo-American Telegraph Company, acquéreuse de l'Atlantic Telegraph Company, la Gutta-percha Company, qui sont regroupées depuis 1864 dans la Telegraph Construction and Maintenance Company. Un premier câble vers les États-Unis avait été posé en 1858 par une de ses sociétés mais n'avait pas fonctionné correctement, tandis que le suivant (1865) sera endommagé lors de son installation.
En 1869, lorsque le gouvernement anglais nationalise toutes les sociétés de télégraphes sauf celles posant des câbles sous-marins, John Pender créé en trois nouvelles : la British-Indian Submarine Telegraph Company et la Falmouth, Gibraltar and Malta Telegraph Company, qui relient Londres à Bombay en 1870, et la China Submarine Telegraph company pour prolonger la liaison entre la capitale anglaise et Singapour et Hong Kong. Ces trois sociétés sont regroupées en 1872 pour former l'Eastern Telegraph Company.
Le premier atterrissement d'un câble sous-marin au Japon à Shambon date lui aussi de 1870 mais avait été réalisé par une autre société, la "Great Northern Telegraph Company" (GNTC) du danois Carl Frederik Tietgen. Mais dès 1865, une première liaison télégraphique reliant L'Europe à l'Inde par voie terrestre avait été déployée à travers la Turquie et l'Asie centrale.
Au début des années 1880, il crée un cartel du câble pour contrôler les prix sur les liaisons transatlantiques. Quand James Gordon Bennett lance sa Commercial Cable Company il tente sans succès de l'y associer, après l'avoir rencontré.
À son décès en 1896, il contrôle 32 sociétés regroupées dans l'empire de l'Eastern Telegraph Company, qui représentent un capital cumulé de 15 millions de sterling et 136 380 km de câbles, soit le tiers de tous ceux qui sont déployés à travers le monde.
Il a représenté la ville de Totnes à la chambre des communes de 1862 à 1866, puis celle de Wick de 1872 à 1885.